# He Jin
Hé Jìn (chinesisch 何進 / 何进, IPA (hochchinesisch) [[Liste der IPA-Zeichen#|χɤ35 d̥ʑ̥in51]], W.-G. Ho Chin), Großjährigkeitsname Suigao (遂高; * 2. Jahrhundert in Nanyang; † 22. September 189 in Luoyang) war ein General im China der Han-Zeit. 
He Jin stammte aus Nanyang, wo sein Vater als Schlachter arbeitete. Er kam somit aus einfachen Verhältnissen. Seine Halbschwester He stieg im Jahr 180 zur Kaiserin auf und verschaffte ihm 184 das Amt des Oberbefehlshabers der kaiserlichen Nordarmee. In dieser Funktion war He Jin maßgeblich an der Niederschlagung des Aufstandes der Gelben Turbane beteiligt; ebenso deckte er eine Verschwörung in der Hauptstadt Luoyang auf. Im Jahr 188 war He Jin auf dem vorläufigen Höhepunkt seiner Karriere und hielt eine Parade in Luoyang ab, doch erhob Kaiser Ling gleichzeitig den Eunuchen Jian Shuo zu seinem Vorgesetzten. Beide wetteiferten nun um Einfluss beim Kaiser, der 189 verstarb. 
He Jin reagierte rasch und unterstützte seine Halbschwester dabei, ihren Sohn Liu Bian zum neuen Kaiser zu erheben, während er sich die Kontrolle über die Verwaltung sicherte. Jian Shuo konspirierte gegen den General und plante dessen Ermordung, was aber nicht gelang. Vielmehr ließ nun He Jin den mächtigen Eunuchen töten und übernahm auch die Kontrolle über dessen Truppen.
In der Folge befand sich He Jin weiterhin in einem Machtkampf gegen die Fraktion der Eunuchen am Hof. Ihm wurde vorgeschlagen, diese Gruppe nun vollständig zu entmachten. Bevor es aber dazu kam, fiel er am 22. September 189 einem Attentat der Eunuchen zum Opfer. Als Rache dafür richteten Soldaten ein Massaker unter den Hofeunuchen an, die Regierung brach faktisch zusammen. Die Ereignisse gelten als der Anfang des Bürgerkrieges, der die endgültige Auflösung der Zentralmacht der Han in China einleitete.
Sein Bruder He Miao war ebenfalls General für die Han.